# Steff-Houlberg
Steff-Houlberg er et brand under Danish Crown, som leverer fastfood og slagtervarer til både restauratører og til supermarkeder. Oprindeligt var det et andelsslagteri. Steff-houlberg er leverandør til over 40 % af de danske pølsevogne og fastfood restauranter og har dermed mere end 1500 salgssteder landet over. Brandet har været en del af de danske pølsevogne siden 1921 og tilbyder ud over råvarer mange andre services til restauratørerne, som eksempelvis rådgivning om opstart, emballage, profiltøj, udvidelse, regnskaber, næringsbreve mv.
Til private er brandet stadigt brugt til klassiske Steff-Houlberg produkter såsom pålæg og ikke mindst pølser, men det anvendes også til frosne færdigretter.

## Steff's Place
Steffs place er en frivillig landsdækkende kæde bestående af mere end 40 Fastfood restauranter med 50'er diner indretning. Kæden er en del af Steff-Houlberg
For at blive forhandler for Steff's place stilles der en række krav ud over indretning og at Steff's Place og Steff-Houlber logoen pryder facaden. Hos forhandlerne kræves det 100% grossistloyalitet, og der kræves derfor at der udelukkende anvendes produkter fra Steff-Houlberg og Tulip, samt AB Catering og BC Caterings grossisthuse.
Desuden kræves, at restauranten minimum har Fødevarestyrelsens glade Smiley.
Der findes en håndbog med titlen ”Steff’s Place Lille Røde”, der gennemgår en lang række salgs- og servicerelaterede emner, der kræves i forbindelse med kundeservice. 

## Historie
Steff-Houlberg Slagterierne a.m.b.a. var en dansk slagterivirksomhed, der var landets næststørste. I regnskabsåret 2000/2001 omsatte virksomheden for 6 mia. kr., hvilket gjorde virksomheden til Europas syvendestørste slagteri.
Virksomheden blev grundlagt i 1968 som Forenede Sjællandske Andelsslagterier (FSA). I 1973 opkøbte virksomheden den københavnske pølsefabrik Steff-Houlberg I/S (grundlagt 1899) af Jens Steffensen og Søren Houlberg . FSA anvendte Steff-Houlbergs logo, og fra 1986 også firmanavnet. Samme år fusionerede man med Slagteriregion Nordvest, hvorved alle andelssvineslagterier øst for Storebælt blev en del af virksomheden.
I 2002 blev Steff-Houlberg overtaget af Danish Crown. Navnet er bibeholdt som varemærke for flere af koncernens produkter samt konsulentvirksomhed. De produceres i dag af Tulip.